# سسک جگنزار

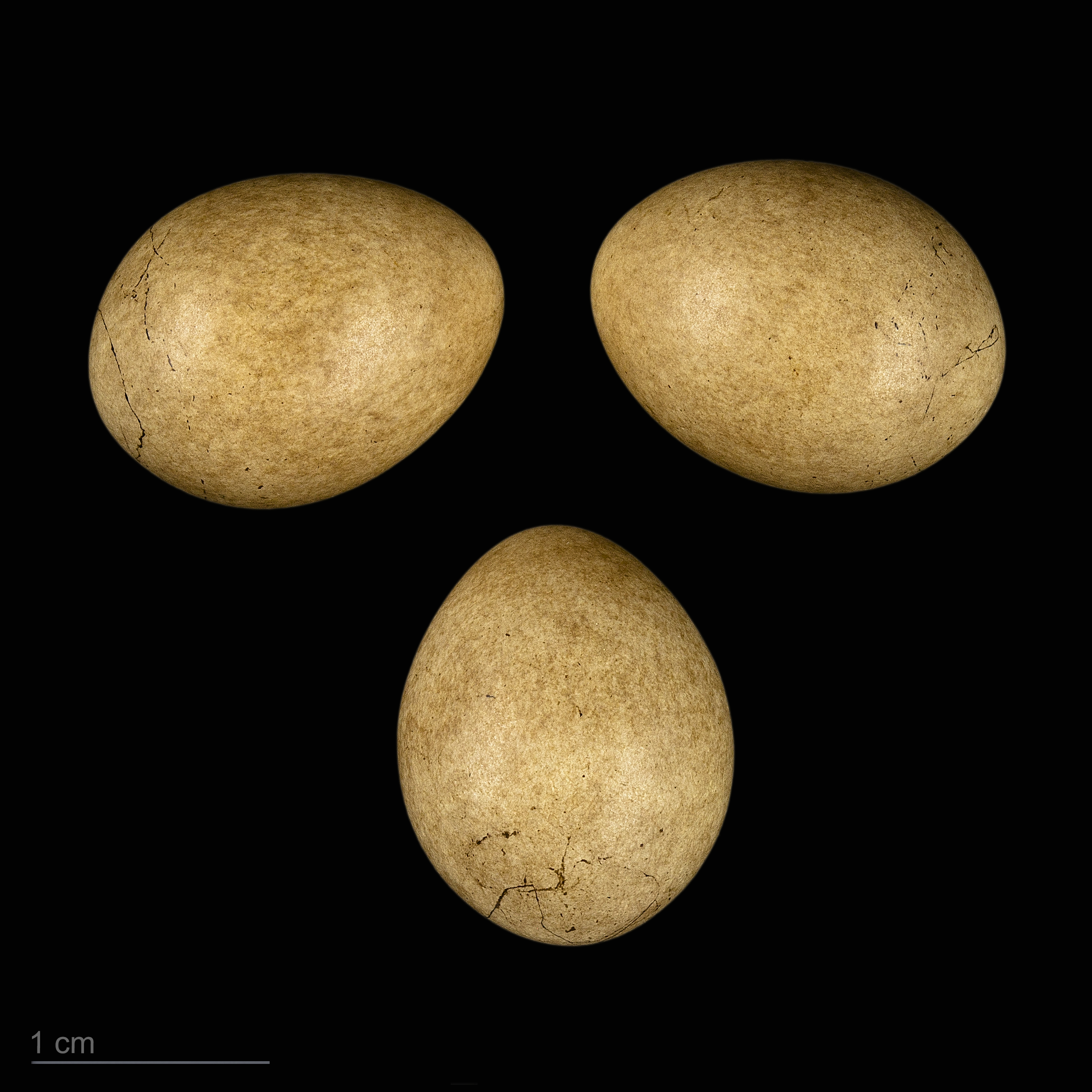
Acrocephalus schoenobaenus

سسک جگنزار یا سعد یا سسک تالابی راه‌راه (نام علمی: Acrocephalus schoenobaenus) پرنده‌ای از تیرهٔ سسکان نیزار در راستهٔ گنجشک‌سانان است که پیش‌تر در سسکیان بر قدیم دسته‌بندی می‌شد. منطقه تولیدمثل سسک جگنزار اروپا و آسیا است و در ایران نیز یافت می‌شود. این پرنده کوچنده زمستان را در آفریقا می‌گذراند.
زیستگاه سسک جگنزار، تالاب‌ها، نیزارها، باتلاقها و جگنزارها است البته در زمستان به جاهای خشک‌تر هم می‌رود. این پرنده آشیانه خود را میان گیاهان متراکم می‌سازد
سسک جگنزار حشره خوار است. آواز پرندهٔ نر بیشتر شبیه «چهک» یا «تررر» است ولی آواز پرندگان دیگر را نیز تقلید می‌کند.

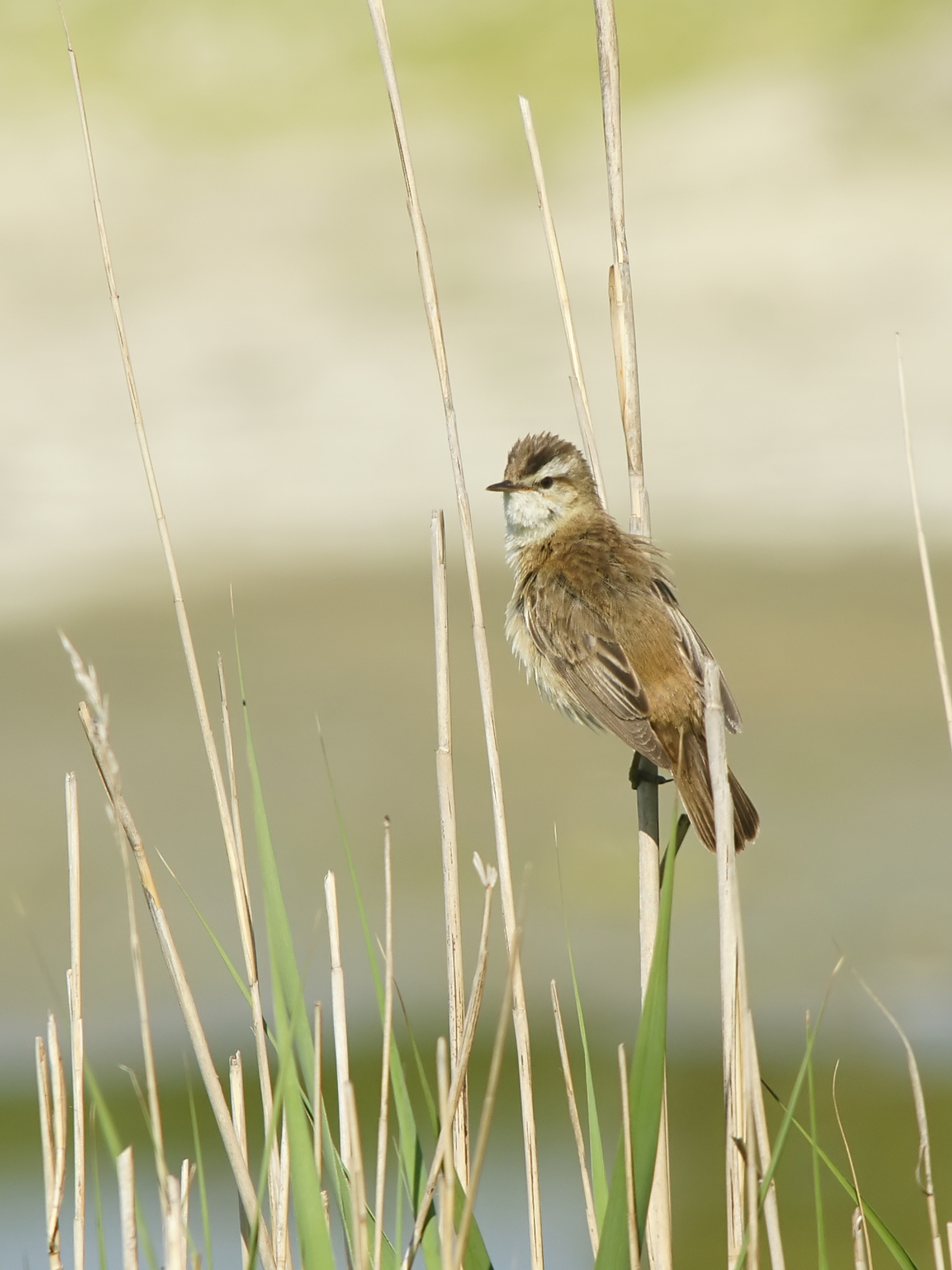
سسک جگنزار در زیستگاهش، نیزاری در بلژیک